# Силла-танская война
Силла-танская война (кит. 唐朝与新罗的战争) — война между корейским государством Силла и китайской империей Тан, продолжавшаяся с 670 по 676 годы.

## Предыстория
В первой половине VII века Силла была союзником империи Тан. Китайская помощь позволила Силла разгромить государство Пэкче, после чего Силла и Тан совместными усилиями уничтожили государство Когурё. Однако сразу же после разгрома Пэкче и Когурё между союзниками обнаружились непримиримые противоречия: Силла претендовала на власть над всем Корейским полуостровом, что абсолютно не устраивало империю Тан, создавшую в Пэкче марионеточное государство во главе с отпрыском местной династии.

## Ход войны
Война между двумя государствами началась в 670 году. Армия Силла, имевшая большой боевой опыт, под предводительством выдающегося полководца Ким Юсина, вторглась в Пэкче и в следующем году одержала там решающую победу. Одновременно Силла признала Ансына — выходца из когурёского правящего рода, который возглавлял борьбу против китайских завоевателей (начавшуюся сразу после падения Когурё), — ваном Когурё.
В 674 году император Тан Гао-цзун объявил вана Мунму низложенным, объявил ваном его брата (он гостил в Чанъани) Ким Инмуна и начал собирать войска против Силлы. Командовал армией заслуженный танский генерал Лю Жэньгуй.
Кампания 675 года началась с поражения силласцев у Чильчжуна. Известно, что погибло много мукри, приплывших на помощь силласцам. Жэньгуй был отозван в Тан, и командование принял Ли Цзинсин. Он провёл три сражения и ван запросил о переговорах. Переговоры не к чему не привели: силласцы получили передышку и продолжили занимать земли Пэкче. Осенью против Силлы выступил Сюэ Жэньгуй, он был разбит у крепости Пэксу. Китайцы потеряли 1400 воинов, 40 кораблей, 1000 коней. Цзинсин с 200 000 армией осадил Мэчхо (Мэсон) и был разбит подошедшими войсками. Он потерял множество коней и снаряжения. Танские войска в союзе с мукри осадили крепость Чхильчжун и убили коменданта, но крепости не взяли. Танские войска также осадили Сокхён и убили Сонбэка, Сильмо и других. Всего было 18 больших и малых сражений, китайцы потеряли 6047 человек, 200 коней.
Осенью 676 года китайцы взяли Тарим, погиб Косичжи. Флот Сидыка напал на Сюэ Жэньгуя в Кибольпхо и потерпел поражение. Но впоследствии китайцы провели 22 больших и малых сражения и понесли крупные потери.
В итоге китайцам пришлось признать силлаские успехи и прекратить войну.

## Итоги и последствия
В результате успехов Силла, объединившего весь Корейский полуостров под единой властью, образовалось государство Объединённое Силла. Границей между Силла и империей Тан стала река Тэдонган (однако империя Тан официально признала эту границу лишь в 735 году, то есть 60 лет спустя). Ансын в 683 году официально перешёл на силласкую службу; ему была дарована фамилия правящего рода Ким и дана в жёны сестра вана Мунму.